# Temora
Temora ist eine Stadt in New South Wales, Australien. Die Stadt mit ca. 4100 Einwohnern liegt in der Agrarregion Riverina etwa 80 km nördlich von Wagga Wagga.
Temora wurde 1879 während eines Goldrausches gegründet, in den 1880er Jahren hatte es bis zu 20.000 Einwohner. Seit 1891 ist es eine eigene Gemeinde. Zu Beginn des 20. Jahrhunderts kamen zahlreiche deutsche Einwanderer nach Temora.
Der Ort ist ein Bahnknotenpunkt und Handelsplatz für Agrarprodukte (Weizen) und Vieh (Rinder, Schafe). Es gibt in der Stadt eine Agrar- und Baustoffindustrie. Der Flughafen Temora befindet sich nordwestlich der Stadt; dort befindet sich unter anderem ein Luftfahrt-Museum.
Temora ist Zentrum und Verwaltungssitz des lokalen Verwaltungsgebiets Temora Shire.

## Söhne und Töchter der Stadt
- Marie Narelle (1870–1941), Sängerin
- Mark Kerry (* 1959), Schwimmer
- Cate Shortland (* 1968), Autorin und Film- und fernsehregisseurin